# جامعة جمال عبد الناصر في كوناكري
جامعة جمال عبد الناصر في كوناكري (بالفرنسية: L'Université Gamal Abdel Nasser de Conakry)‏، هي أكبر جامعة في غينيا، وتقع في ضواحي العاصمة الغينية كوناكري. سميت نسبة إلى الرئيس المصري الأسبق جمال عبد الناصر.

## تاريخ
تأسست الجامعة عام 1963، باسم معهد الفنون التطبيقية في كوناكري (بالفرنسية: Institut Polytechnique de Conakry)‏، فكانت أول مؤسسة للتعليم العالي في غينيا. وقد تم بناؤه بمساعدة فنية من الاتحاد السوفيتي. واستمر المعهد يحمل هذا الاسم حتى عام 1984، عندما تم تغييره إلى جامعة جمال عبد الناصر نسبة إلى الرئيس المصري جمال عبد الناصر.
تضم الجامعة 13 كلية ومعهد، بما في ذلك كلية الطب. تأسست خلال فترة التنمية الاقتصادية التقدمية في البلاد بعد الاستقلال.